# 共存 (政黨)
共存是捷克斯洛伐克和斯洛伐克政黨，1990年2月成立，1998年3月併入匈牙利聯盟黨。

## 歷史
1990年2月，共存由米克洛什·杜勞伊成立；儘管身為匈牙利人少數族群政黨，不過其成員亦包含德意志人、波蘭人、鲁塞尼亚人與烏克蘭人等。該黨與匈牙利基督教民主運動結盟參與當年捷克斯洛伐克大選，結果在聯邦議會民族院取得7席、在人民院取得5席。此外，他們還在當年斯洛伐克國民議會選舉取得了14席。
1992年捷克斯洛伐克大選期間，兩黨繼續結盟，並在聯邦議會和國民議會維持了相同席位數目。
1994年，共存與匈牙利基督教民主運動、匈牙利公民黨結成「匈牙利聯盟」，並在當年斯洛伐克大選贏得17席（其中9席屬共存籍），成為該屆國民議會中第三大黨派。1998年3月18日，三黨正式合併為匈牙利聯盟黨。